# Flux web
Pentru alte utilizări ale termenului flux vezi articolul Flux (dezambiguizare).

Simbolul obişnuit al feed-ului

Un flux web (în engleză: feed) este un format de date pentru conținutul sau/și sumarele de conținut web, împreună cu legături către conținutul complet al respectivei surse de informații și alte metadate din Internet, actualizate frecvent.

## Detalii
Fluxurile web oferă această informație sub forma unui fișier XML.
În plus față de facilitarea sindicalizării, feed-urile web permit cititorilor fideli ai anumitor pagini să fie informați despre fiecare actualizare a conținutului de pe aceste pagini web, prin folosirea unui soft special numit agregator sau în engleză feed reader.
În scenariul tipic de folosire a fluxurilor, un distribuitor de conținut publică un link spre un flux la care utilizatorii se pot abona folosind un agregator, care poate fi un serviciu online sau un program ce rulează pe calculatorul utilizatorului. Acest program verifică periodic feed-urile și anunță dacă apar itemuri noi.
Tipurile de conținut livrate printr-un flux web sunt de obicei extrase, sau simple linkuri spre paginile web de unde provine conținutul.
Fluxurile web sunt folosite de numeroase situri web, bloguri și producători de podcast-uri.